# بيل هندرسون
بيل هندرسون (بالإنجليزية: Bill Henderson)‏ (و. 1926 – 2016 م) هو موسيقي، وممثل، ومغني، وممثل أفلام، وممثل تلفزيوني، من الولايات المتحدة الأمريكية، ولد في شيكاغو، توفي في لوس أنجلوس، عن عمر يناهز 90 عاماً.

## وصلات خارجية
- بيل هندرسون على موقع IMDb (الإنجليزية)
- بيل هندرسون على موقع ميوزك برينز (الإنجليزية)
- بيل هندرسون على موقع أول موفي (الإنجليزية)
- بيل هندرسون على موقع أول ميوزيك (الإنجليزية)
- بيل هندرسون على موقع ديسكوغز (الإنجليزية)
- بيل هندرسون على موقع قاعدة بيانات الفيلم (الإنجليزية)